# 呂号第十三潜水艦
|          |                                                                          |
| 艦歴     |                                                                          |
| 計画     | 大正6年度計画                                                            |
| 起工     | 1918年9月14日                                                            |
| 進水     | 1919年8月26日                                                            |
| 就役     | 1920年9月30日                                                            |
| 除籍     | 1932年4月1日                                                             |
| その後   | 1932年4月1日廃潜水艦2号と仮称                                            |
| 性能諸元 |                                                                          |
| 排水量   | 基準：740トン 常備：762.6トン 水中：1,003.1トン                          |
| 全長     | 70.1m                                                                    |
| 全幅     | 6.1m                                                                     |
| 吃水     | 3.68m                                                                    |
| 機関     | ズルツァー式2号ディーゼル2基 電動機、2軸 水上：2,600馬力 水中：1,200馬力 |
| 速力     | 水上：16.5kt 水中：8.5kt                                                 |
| 航続距離 | 水上：10ktで6,000海里 水中：4ktで85海里                                  |
| 燃料     | 重油：75トン                                                             |
| 乗員     | 46名                                                                     |
| 兵装     | 28口径8cm高角砲1門 45cm魚雷発射管 艦首4門、舷側2門 魚雷10本              |
| 備考     | 安全潜航深度：30m                                                        |

呂号第十三潜水艦（ろごうだいじゅうさんせんすいかん）は、日本海軍の潜水艦。呂十三型潜水艦（海中2型）の1番艦。竣工時の艦名は第二十三潜水艦。

## 艦歴
1918年（大正7年）9月14日、呉海軍工廠で起工。1919年（大正8年）8月26日進水。1920年（大正9年）9月30日竣工。竣工時の艦名は第二十三潜水艦、二等潜水艦に類別。1924年（大正13年）11月1日、呂号第十三潜水艦に改称。1932年（昭和7年）4月1日に除籍され、廃潜水艦2号と仮称。
呂十一型潜水艦より排水量を増大したが機関出力を同一としたため、速力が低下し艦隊随伴の高速潜水艦を実現できなかった。

## 歴代艦長
※艦長等は『日本海軍史』第9巻・第10巻の「将官履歴」及び『官報』に基づく。

### 艤装員長
- （心得）熊岡譲 大尉：1920年5月24日[5] - 6月24日[6]
- （兼・心得）熊岡譲 大尉：1920年6月24日[6] -

### 艦長
- （心得）熊岡譲 大尉：1920年6月24日[6] -
- （心得）池田晋 大尉：1920年12月1日[7] - 1922年1月20日[8]
- （心得）八代祐吉 大尉：1922年1月20日 - 5月30日
- 関禎 少佐：1922年5月30日 - 1923年12月1日
- 香宗我部譲 少佐：1923年12月1日[9] - 1924年12月1日[10]
- 関禎 少佐：1924年12月1日 - 1925年4月15日
- 関本織之助 少佐：1925年5月1日[11] - 1926年9月15日[12]